# Maurizio Rinino
Maurizio Rinino (Torino, 7 febbraio 1969) è un ex calciatore italiano, di ruolo centrocampista.

## Caratteristiche tecniche
Giocava come ala destra.

## Carriera
In carriera ha totalizzato 101 presenze (e 7 reti) in Serie B, tutte con la maglia del ChievoVerona.

## Palmarès
- Campionato italiano Serie C1: 1

ChievoVerona: 1993-1994